# Franz Sanchez
Franz Sanchez é uma personagem do filme 007 - Permissão Para Matar (Licence to Kill), de 1989, o primeiro da série não-baseado numa obra de Ian Fleming. Interpretado pelo ator norte-americano Robert Davi, é baseado no supertraficante colombiano Pablo Escobar, um dos criminosos mais famosos e temidos do mundo da época. Davi passou semanas estudando a música e a cultura colombiana antes de assumir o papel.

## Característica
Sanchez é um barão das drogas centro-americano, de ascendência mista, como seu primeiro nome indica (um de seus parentes era alemão) cujo império é baseado na ficitícia nação da Cidade do Istmo e produz e distribui especialmente cocaína.
Ele tem um sofisticado sistema de distribuição e transporte da droga, inicialmente feita através de um submarino e depois, com o desenvolvimento de uma técnica que dissolve a droga em gasolina, transportada em caminhões-tanque. Ele também financia um tele-evangelizador, Joe Butcher, de quem usa seu show na tv como ponto de contato com a sua rede de distribuição. Extremamente brutal no trato com quem o desafia, Sanchez vive uma vida de luxo, morando em casas luxuosas, e possui uma grande fábrica de processamento de cocaína escondida dentro do remoto instituto de meditação religiosa de Butcher. Como hábitos pessoais, tem uma iguana verde como mascote e usa um colar de diamantes.

## No filme
O filme começa com Sanchez sendo perseguido por Felix Leiter, o agente da CIA amigo de James Bond, agora trabalhando para a DEA, a agência antidrogas dos Estados Unidos. Com a ajuda de Bond, Leiter, em pleno dia de seu casamento, prende Sanchez, que, depois de subornar o agente responsável por sua custódia, foge e manda seus homens se vingarem de Leiter, que tem a casa invadida na noite da lua de mel, sua mulher estuprada e assassinada e ele jogado aos tubarões, tendo uma perna e uma mão arrancadas.
Bond parte então para a vingança pessoal contra Sanchez, depois de pedir demissão do MI-6 a M, que o obrigou a deixar a investigação do caso com a CIA e queria transferi-lo para a Europa. Bond se infiltra na organização de Sanchez para destrui-la, com a ajuda de Lupe Lamora, amante de Sanchez, Pam Bouvier, piloto e informante da CIA baseada em Ishtmus City, onde o traficante tem seu império, e de Q, que secretamente, aliado a Moneypenny e sem o conhecimento de M, providencia os engenhos tecnológicos necessários ao espião para enfrentar os traficantes.
Nas cenas do duelo final entre os dois, depois que Bond incendeia a fábrica de cocaína, eles se enfrentam numa estrada, no comboio de caminhões que transportam a droga misturada à gasolina, e 007 explode todos os caminhões, menos um, onde se encontram os dois, que capota e sai da estrada, caindo numa ribanceira. Quando Sanchez, coberto de gasolina, vai matá-lo com uma machete, Bond, com o isqueiro que lhe foi dado por Della Leiter, a mulher de Felix, antes de morrer, toca fogo no traficante, que envolto em chamas, morre carbonizado na explosão subsequente provocada pelo vazamento de combustível do caminhão-tanque.